# Santa María, Jalisco
Santa María är en ort i Mexiko.   Den ligger i kommunen Magdalena och delstaten Jalisco, i den centrala delen av landet, 500 km väster om huvudstaden Mexico City. Santa María ligger 1 401 meter över havet och antalet invånare är 115.
Terrängen runt Santa María är varierad. Runt Santa María är det glesbefolkat, med 10 invånare per kvadratkilometer. Närmaste större samhälle är Tequila, 18,8 km sydost om Santa María. I omgivningarna runt Santa María växer huvudsakligen savannskog.